# أمجد خان (لاعب إسكواش)
أمجد خان (بالإنجليزية: Amjad Khan) هو لاعب إسكواش باكستاني، ولد في 25 فبراير 1980 في بيشاور في باكستان.

## وصلات خارجية
- أمجد خان على موقع SquashInfo.com (الإنجليزية)